# Meigenia incana
Meigenia incana är en tvåvingeart som först beskrevs av Fallen 1810.  Meigenia incana ingår i släktet Meigenia och familjen parasitflugor. Arten är reproducerande i Sverige. Inga underarter finns listade i Catalogue of Life.